# SIL Open Font License
SIL Open Font License (lub w skrócie OFL) – jedna z głównych otwartych licencji na czcionki komputerowe, która umożliwia osadzanie oraz wbudowanie fontów w produktach darmowych i komercyjnych.
OFL to darmowa i otwarta licencja. Został stworzony przez SIL International, organizację stojącą za Ethnologue.

## Historia
Licencja OFL została stworzona przez Victora Gaultneya i Nicolasa Spalingera, pracowników SIL International. Na trzecim roku studiów Gaultney zaprojektował czcionkę Gentium i chciał opublikować ją jako czcionkę dla otwartego oprogramowania. Nie odpowiadała mu jednak żadna obecna licencja, więc stworzył wstępną wersję OFL.
Licencja była w fazie „public review” w latach 2005-2007, a ostateczna wersja 1.1 została opublikowana w lutym 2007. Licencja została zaprojektowana do użytku z czcionkami Unicode firmy SIL i zostały użyte w tym Gentium Plus, Charis SIL i Andika.
Przed wydaniem OFL, w 2003 roku, wydana została czcionki Bitstream Vera, która miała podobne warunki użycia.

## Warunki
Licencja OFL jest otwartą licencją dla darmowego oprogramowania i jako taka pozwala na swobodne używanie, modyfikowanie i rozpowszechnianie czcionek (o ile zmodyfikowane czcionki pozostają na tej samej licencji). Ponadto czcionka może zostać użyta w komercyjnym oprogramowaniu.
Jednym z ograniczeń rozpowszechniania czcionki jest możliwość zastrzeżenia nazwy przez właściciel praw autorskich. To znaczy autorka lub autor może zadeklarować nazwę czcionki jako „zastrzeżoną nazwę czcionki” (ang. Reserved Font Name), której zmodyfikowane wersje nie mogą używać.
Licencja zezwala na swobodne osadzanie czcionek objętych licencją OFL, niezależnie od tego na jakich warunkach publikowany jest dany dokument. Jedynym zastrzeżeniem jest to, że czcionki nie mogą być sprzedawane samodzielnie, chociaż mogą być zawarte w pakietach komercyjnego oprogramowania.
Licencja jest uznawana za darmową przez Free Software Foundation (FSF) i projekt Debian.  FSF twierdzi, że chociaż wymóg, aby czcionka była dołączona do oprogramowania, a nie była rozpowszechniana samodzielnie, jest nietypowy, to prosty program typu hello world wystarczy do spełnienia wymogu licencji, a zatem jest nieszkodliwy.